# 李峰 (1953年12月)
李峰（1953年12月—），山东沂源人，生于江苏。中华人民共和国官员。

## 生平
加入中国共产党。中央党校函授学院法学专业毕业。曾长期在公安系统内任职，先后担任阜新市公安局副局长、辽宁省公安厅副厅长、西藏自治区公安厅副厅长，辽宁省公安厅党委副书记、副厅长，辽宁省公安厅党委书记、厅长等职。2001年10月，任中共辽宁省委常委、省公安厅厅长。2002年3月，任中共辽宁省委常委、省委政法委书记，5月卸任公安厅厅长职务。2011年10月，任辽宁省人大常委会党组书记。2012年1月，任辽宁省人大常委会副主任、党组书记。2016年9月，因涉嫌辽宁拉票贿选案，被免去辽宁省人大常委会副主任、党组书记。
2008年，被选为第十一届全国人大代表。2013年，被选为第十二届全国人大代表。2016年12月，被终止全国人大代表资格。